# EO イーオー
『EO イーオー』（ポーランド語: IO）は、イエジー・スコリモフスキ監督による2022年のドラマ・ロードムービーである。ロベール・ブレッソンの1966年の映画『バルタザールどこへ行く』に触発されており、ポーランドのサーカスで生まれたロバの生涯が描かれる。2022年5月に第75回カンヌ国際映画祭のコンペティション部門でプレミア上映され、審査員賞を『帰れない山』とタイ受賞した。第95回アカデミー賞国際長編映画賞にポーランド代表作として出品され、ノミネートされた。

## あらすじ
ロバのEO（イーオー）はサーカスで、美しいカサンドラと組んでショーを演じていた。カサンドラはEOを可愛がり大切に世話していたが、サーカスは破産し、動物たちは全て売られてしまった。
厩舎に連れて行かれたEOは荷車を引かされながら、大事に飼われている美しい馬たちを見つめる。厩舎のトロフィー棚をひっくり返したEOは観光用のロバ牧場へ売られた。
ロバ牧場までEOに会いに来るカサンドラだが、彼女はすぐに帰らなければならなかった。EOはカサンドラを追って牧場を脱走する。
狩猟者が発するレーザーサイトの光る夜の森のなか、撃たれて死にゆく狼を眺めたEOはその後も歩き続け、やがて町へと到着する。サッカーの観客席に紛れ込み、勝利の女神と讃えられたが、負けたチームのサポーターが祝勝会を襲撃し、EOも暴行を受けて生死の境をさまよう。
施設で手当てを受けて一命を取り留めたEOは、毛皮農場で働かされる。しかし、EOはそこで小動物を手荒く扱う係員を蹴飛ばして昏倒させ、売り物の馬たちと一緒にトラックに乗せられてしまう。
一昼夜も走り続けるトラックの運転手は途中で浮浪者の女性に食料を与えナンパを試みたが、直後に何者かに首を切られて絶命した。警察による現場検証のために馬とは別に草むらに繋がれるEOを、通りかかった男が連れ去っても誰も気付かない。
大金持ちの豪邸に連れて行かれるEO。男はこの屋敷の女主人の義理の息子であった。庭の芝生は食べ放題だが、カサンドラ恋しさにEOは逃げ出す。放浪の末に見つけた牛の群れに付いて行くも、それは屠殺場ヘ向かう行列であり、EOも暗い建物の中に消えて行く。
そして、EOの死をほのめかす、屠殺用のボルトピストルの発射音が鳴り響く。

## キャスト
- カサンドラ：サンドラ・ドルジマルスカ（英語版）
- ヴィトー：ロレンツォ・ズルゾロ
- マテオ：マテウシュ・コシチュキェヴィチ（英語版）
- 伯爵夫人：イザベル・ユペール

## 評価

### 批評家の反応
レビュー収集サイトのRotten Tomatoesでは113件の批評に基づいて支持率は96%、平均点は8.1/10となり、「ブレッソンを大胆にアップデートし、見事な結果を残した『EO イーオー』がクレジットが流れた後もずっとあなたの心に残るロバ主体のドラマだ」とまとめられた。Metacriticでは24件の批評に基づいて加重平均値は85/100と示された。
『カイエ・デュ・シネマ』の2022年のトップ10リストで4位となった。

### 受賞とノミネート
『EO イーオー』は第95回アカデミー賞国際長編映画賞にポーランド代表作として出品された。
| 賞                                         | 授賞式         | 部門                                  | 対象                                                                         | 結果       | 参照          |
| ------------------------------------------ | -------------- | ------------------------------------- | ---------------------------------------------------------------------------- | ---------- | ------------- |
| カンヌ国際映画祭                           | 2022年5月28日  | パルム・ドール                        | イエジー・スコリモフスキ                                                     | ノミネート | [ 11 ]        |
| カンヌ国際映画祭                           | 2022年5月28日  | 審査員賞                              | イエジー・スコリモフスキ                                                     | 受賞       | [ 11 ]        |
| カンヌ国際映画祭                           | 2022年5月28日  | カンヌ・サウンドトラック賞            | パヴェウ・ミキェティン                                                       | 受賞       | [ 12 ]        |
| ミスコルツ国際映画祭                       | 2022年9月17日  | エメリック・プレスバーガー賞          | 『EO イーオー』                                                              | ノミネート | [ 13 ]        |
| ハンプトンズ国際映画祭                     | 2022年10月15日 | ゼルダ・ペンゼル声なき声への貢献賞    | 『EO イーオー』                                                              | 受賞       | [ 14 ]        |
| モントクレア映画祭                         | 2022年10月30日 | フィクション作品賞                    | 『EO イーオー』                                                              | ノミネート | [ 15 ]        |
| ハリウッド・ミュージック・イン・メディア賞 | 2022年11月16日 | インディペンデント映画作曲賞 (外国語) | パヴェウ・ミキェティン                                                       | ノミネート | [ 16 ]        |
| ニューヨーク映画批評家協会                 | 2022年12月2日  | 国際映画賞                            | 『EO イーオー』                                                              | 受賞       | [ 17 ]        |
| ナショナル・ボード・オブ・レビュー         | 2022年12月8日  | トップ5外国語映画                     | 『EO イーオー』                                                              | 受賞       | [ 18 ]        |
| ヨーロッパ映画賞                           | 2022年12月10日 | 監督賞                                | イエジー・スコリモフスキ                                                     | ノミネート | [ 19 ]        |
| ヨーロッパ映画賞                           | 2022年12月10日 | 作曲賞                                | パヴェウ・ミキェティン                                                       | 受賞       | [ 20 ]        |
| ヨーロッパ映画賞                           | 2022年12月10日 | ヨーロッパ・ユニバーシティ映画賞      | 『EO イーオー』                                                              | 受賞       | [ 21 ]        |
| ニューヨーク映画批評家オンライン           | 2022年12月11日 | 外国語映画賞                          | 『EO イーオー』                                                              | 受賞       | [ 22 ]        |
| ロサンゼルス映画批評家協会                 | 2022年12月11日 | 非英語作品賞                          | 『EO イーオー』                                                              | 受賞       | [ 23 ]        |
| ロサンゼルス映画批評家協会                 | 2022年12月11日 | 撮影賞                                | ミハウ・ディメク                                                             | 受賞       | [ 23 ]        |
| ロサンゼルス映画批評家協会                 | 2022年12月11日 | 音楽賞                                | パヴェウ・ミキェティン                                                       | 次点       | [ 23 ]        |
| ワシントンD.C.映画批評家協会               | 2022年10月12日 | 国際/外国語映画賞                     | 『EO イーオー』                                                              | ノミネート | [ 24 ]        |
| ダラス・フォートワース映画批評家協会       | 2022年12月19日 | 外国語映画賞                          | 『EO イーオー』                                                              | 5位        | [ 25 ]        |
| ダラス・フォートワース映画批評家協会       | 2022年12月19日 | ラッセル・スミス賞                    | 『EO イーオー』                                                              | 受賞       | [ 25 ]        |
| 全米映画批評家協会                         | 2023年1月7日   | 非英語作品賞                          | 『EO イーオー』                                                              | 受賞       | [ 26 ]        |
| 全米映画批評家協会                         | 2023年1月7日   | 撮影賞                                | ミハウ・ディメク                                                             | 受賞       | [ 26 ]        |
| トロント映画批評家協会                     | 2023年1月8日   | 国際映画賞                            | 『EO イーオー』                                                              | 次点       | [ 27 ]        |
| サンフランシスコ・ベイエリア映画批評家協会 | 2023年1月9日   | 国際長編映画賞                        | 『EO イーオー』                                                              | ノミネート | [ 28 ]        |
| オースティン映画批評家協会                 | 2023年1月10日  | 国際映画賞                            | 『EO イーオー』                                                              | ノミネート | [ 29 ]        |
| シアトル映画批評家協会                     | 2023年1月17日  | 非英語映画賞                          | 『EO イーオー』                                                              | ノミネート | [ 30 ]        |
| オンライン映画批評家協会                   | 2023年1月23日  | 作品賞                                | 『EO イーオー』                                                              | 10位       | [ 31 ]        |
| オンライン映画批評家協会                   | 2023年1月23日  | 非英語作品賞                          | 『EO イーオー』                                                              | ノミネート | [ 31 ]        |
| ロンドン映画批評家協会                     | 2023年2月5日   | 外国語映画賞                          | 『EO イーオー』                                                              | ノミネート | [ 32 ]        |
| 国際シネフィル協会                         | 2023年2月12日  | 作品賞                                | 『EO イーオー』                                                              | 6位        | [ 33 ]        |
| 国際シネフィル協会                         | 2023年2月12日  | 監督賞                                | イエジー・スコリモフスキ                                                     | ノミネート | [ 33 ]        |
| 国際シネフィル協会                         | 2023年2月12日  | 脚色賞                                | エヴァ・ピャスコフスカ、イエジー・スコリモフスキ                             | ノミネート | [ 33 ]        |
| 国際シネフィル協会                         | 2023年2月12日  | 撮影賞                                | ミハウ・ディメク                                                             | ノミネート | [ 33 ]        |
| 国際シネフィル協会                         | 2023年2月12日  | 作曲賞                                | パヴェウ・ミキェティン                                                       | 受賞       | [ 33 ]        |
| 国際シネフィル協会                         | 2023年2月12日  | 音響賞                                | ラドスワフ・オチニオ、マルタ・ヴェロンスカ、スーラジ・バルディア             | ノミネート | [ 33 ]        |
| セザール賞                                 | 2023年2月24日  | 外国語映画賞                          | 『EO イーオー』                                                              | ノミネート |               |
| ゴールデン・リール賞                       | 2023年2月26日  | 外国語映画音響編集賞                  | ラドスワフ・オチニオ、マルタ・ヴェロニカ・ヴェロンスカ、スーラジ・バルディア | ノミネート | [ 34 ] [ 35 ] |
| アカデミー賞                               | 2023年3月12日  | 国際長編映画賞                        | 『EO イーオー』                                                              | ノミネート | [ 4 ]         |